# Stubenberg (Németország)
Stubenberg település Németországban, azon belül Bajorországban. Lakosainak száma 1427 fő (2023. december 31.). Stubenberg Simbach am Inn, Wittibreut, Triftern, Ering, Kößlarn, Sankt Peter am Hart és Ulbering községekkel határos.

## Népesség
A település népessége az elmúlt években az alábbi módon változott:
| Lakosok száma | 1004 | 1073 | 1591 | 1191 | 1307 | 1347 | 1373 | 1383 | 1406 | 1427 |
|               | 1875 | 1900 | 1950 | 1970 | 1987 | 2013 | 2015 | 2017 | 2021 | 2023 |